# Litoria inermis
Litoria inermis är en groddjursart som först beskrevs av Peters 1867.  Litoria inermis ingår i släktet Litoria och familjen lövgrodor. IUCN kategoriserar arten globalt som livskraftig. Inga underarter finns listade i Catalogue of Life.